# Shota Rustaveli
Shota Rustaveli (tiếng Gruzia: შოთა რუსთაველი , k. năm 1160– sau k. năm 1220), được biết đến đơn giản là Rustaveli, là một nhà thơ thời trung cổ người Gruzia. Ông được coi là nhà thơ tiêu biểu của Thời kỳ hoàng kim Gruzia và là một trong những người có đóng góp lớn nhất cho nền văn học Gruzia. Ông cũng chính là tác giả của The Knight in the Panther's Skin, một sử thi dân tộc của Gruzia.